# Заборівка
Заборівка — колишнє село в Куп'янському районі Харківської області, підпорядковувалося Куп'янській міській раді.
1988 року село зняте з обліку.

## Географічне розташування
Село знаходилося за 2 км від річки Оскіл, прилягало до Курилівки, неподалік знаходиться лісовий масив.

## Принагідно
- Картка постанови[недоступне посилання з липня 2019]
- Вікімапія